# Rohírric
El rohírric és la llengua parlada a Ròhan, un país del món fictici ideat per J. R. R. Tolkien, la Terra Mitjana.

## Vocabulari
El nombre de paraules conegudes d'aquesta llengua és molt petit. Per exemple, la paraula kûd-dûkan significa "habitant d'un forat" i és l'origen de la paraula kuduk, el nom que els hòbbits es donen a ells mateixos. Però fins i tot les poques paraules d'aquest idioma estan traduïdes al català en els llibres de Tolkien.

## Llista de noms
Una altra paraula d'aquest idioma és "lô" o "loh", que significa "cavall". Tots els noms que comencen per "Éo-" provenen realment de la paraula "Lô" (Éomer, Éowyn...).
La majoria de noms ròhirrims deriven de paraules de l'anglès antic, recurs que Tolkien utilitzava per donar als seus texts una aparença històrica, real o arcaica. El nom del rei Théoden, per exemple, prové de la paraula de l'anglès antic þéoden ("rei"), tot i que també podria venir de la paraula tûrac, que en oestron també significa "rei".
Aquesta és una llista de noms rohírrics provinents de l'anglès antic.
- Baldor, de bealdor, "amo"
- Brego, de bregu, "senyor"[4]
- Ceorl, de ceorl, "plebeu"[5]
- Dúnhere, de dún, "muntanya",[6] i here, "exèrcit"[7]
- Elfhelm, de ælf, "elf",[8] i helm, "casc"[9]
- Elfhild, de ælf, "elf",[8] i hild, "guerra"[10]
- Éomer, de eoh, "cavall de guerra",[11] i mǽre, "famós"[12]
- Éomund, de eoh, "cavall de guerra",[11] i mund, "protector, guardià"[13]
- Eorl, de eorl, "noble"[14]
- Éothain, de eoh, "cavall de guerra",[11] i þegn, "servent"[15]
- Éothéod, de eoh, "cavall de guerra", i þéod, "gent"
- Éowyn, de eoh, "cavall de guerra", i wynn, "joia"
- Erkenbrand, de eorcan-, "preciós", i brand, "espasa"[16]
- Fram, de fram, "fort"[17]
- Freca, de freca, "guerrer"[18]
- Frumgar, de fruma, "origen, el primer", però també "inventor",[19] i gár, "llança"[20]
- Gálmód, de gál, "agradable",[21] i mód, "ment"[22]
- Gamling, de gamol, "vell",[23]
- Gríma, de gríma, "màscara"[24]
- Grimbold, de grim, "ferotge",[25] i beald, "valent"[26]
- Haleth, de hæleþ, "guerrer, heroi"[27]
- Háma, de háma, "grill"[28]
- Helm, de helm, "casc"[9]
- Léod, de léod, "home"[29]
- Saruman, de searu, "aparell",[30] i mann,[31] "home"; Tolkien va donar a aquest nom el significat d'"home amb talent".[32]
- Thengel, de þengel, "príncep"[33]
- Théoden, de þéoden, "líder" o "senyor"[34]
- Théodred, de þéod, "gent", i rǽd, "consell"[35]
- Théodwyn, de þéod, "gent", i wynn, "joia"[36]
- Wulf, de wulf, "llop"[37]

També alguns llocs tenen un origen rohírric:
- Aldburg, de eald, "vell", i burg, "fortalesa"
- Dimholt, de dimm, "dèbil", i holt, "bosc"
- Dunharrow, de dún, "muntanya", i hearg, "santuari"
- Dunland, de dún, "muntanya", i land, "terra"
- Dwimorberg, de dwimor, "fantasma", i beorg, "muntanya"
- Dwimordene, de dwimor, "fantasma", i denu, "vall"
- Eastfold, de éast, "est", i folde, "regió"
- Edoras, de ederas, "princesa"
- Entwash, de ent, "gegant", i wæsc, "rentar"
- Everholt, de eofor, "senglar", i holt, "bosc"
- Firienfeld, de firgen-, "muntanya", i feld, "camp"
- Firienholt, de firgen-, "muntanya", i holt, "bosc"
- Folde, de folde, "regió"
- Harrowdale, de hearg, "santuari", i dæl, "vall"
- Hornburg, de horn, "corn", i burg, "fortalesa"
- Irensaga, de íren, "ferro", i sagu, "serra"
- Isengard, de ísen, "ferro", i geard, "recinte"